# Adolf Bäuerle

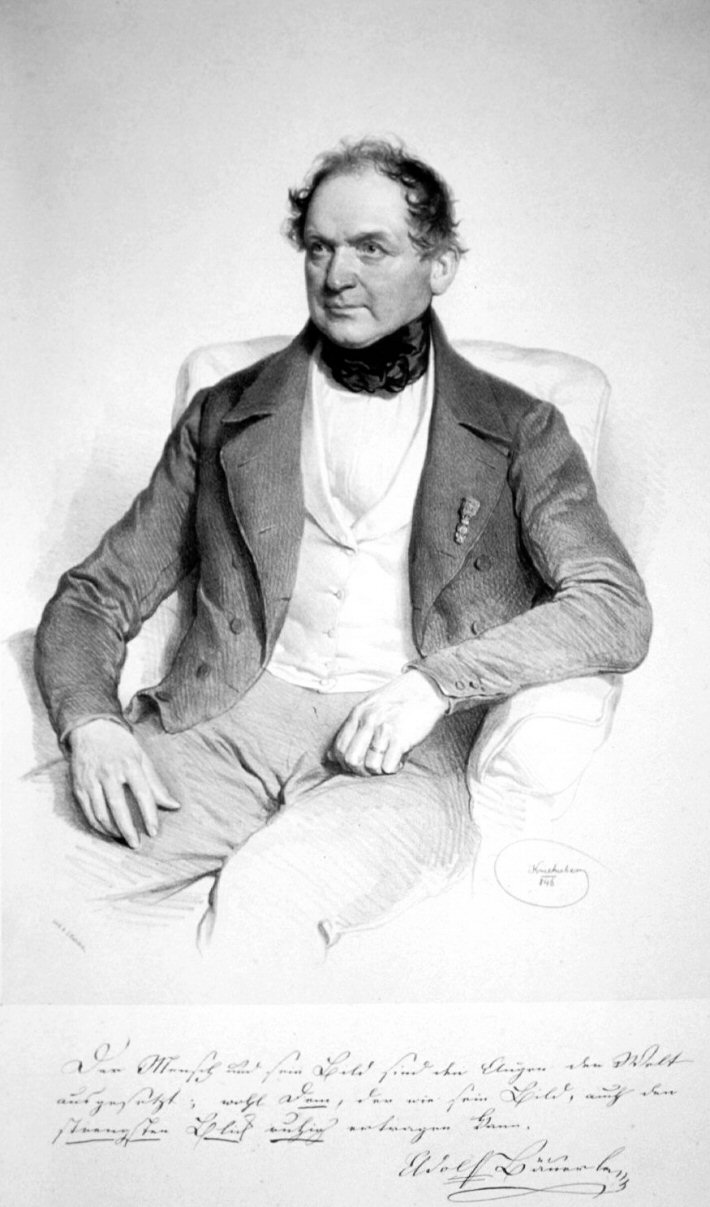
Adolf Bäuerle, Lithografie von Joseph Kriehuber 1846

Adolf Bäuerle (eigentlich Johann Andreas Bäuerle; * 9. oder 10. April 1786 in Wien; † 20. September 1859 in Basel) war ein österreichischer Schriftsteller, Verleger und Hauptvertreter des Alt-Wiener Volkstheaters.

## Leben
1802 debütierte Bäuerle mit dem Roman Sigmund der Stählerne, der aber abgelehnt wurde. Nach seiner Schulzeit in Wien bekam Bäuerle eine Anstellung als Hofbeamter.
Mit achtzehn Jahren gründete Bäuerle 1804 die Wiener Theaterzeitung. Diese war bis 1847 die auflagenstärkste Zeitung in ganz Österreich. Zwischen 1808 und 1828 arbeitete Bäuerle in Wien als Sekretär beim Leopoldstädter Theater und favorisierte kraft seines Amtes das Volkstheater. Ab 1828 war er fast ausschließlich in der Redaktion seiner Theaterzeitung tätig und engagierte dazu auch den Schriftsteller und Wortwitzling Moritz Gottlieb Saphir.
Nach dem Tod seiner ersten Frau 1828 heiratete er die Schauspielerin Katharina Ennöckl am 3. Mai 1829, mit der er bereits jahrelang zuvor ein Verhältnis hatte. Sein Kind aus der ersten Ehe war die Pianistin und Schriftstellerin Friederike Bäuerle.
1848 gründete er die Zeitschrift Die Geißel, die während des Revolutionsjahres eine wichtige Rolle spielte. Daraus resultierende Schwierigkeiten mit der Obrigkeit veranlassten ihn, im Dezember 1848 den Volksboten ins Leben zu rufen. Diese Zeitung wurde später der Wiener Telegraph.
Seit seiner Schulzeit schrieb Bäuerle, aber erst 1852 konnte er seinen ersten Roman veröffentlichen. In seinem Frühwerk dominieren die Pseudonyme J. H. Fels und Otto Horn. Bäuerle begründete mit seinem literarischen Schaffen den Wiener Lokalroman. 1813 kreierte er in Die Bürger in Wien die Figur des Schirmmachers Chrysostomus Staberl, mit der er den Hanswurst und den Kasperl ersetzte. Zusammen mit Josef Alois Gleich und Karl Meisl gehörte Bäuerle zu den „großen Drei“ des Alt-Wiener Volkstheaters vor Ferdinand Raimund.
Das juristische Nachspiel seiner Beteiligung an der Märzrevolution ruinierte ihn finanziell und zerrüttete auch seine Gesundheit. Als Bäuerle dann auch noch um seine Freiheit fürchten musste, flüchtete er am 17. Juni 1859 nach Basel. Dort starb Adolf Bäuerle rund ein Vierteljahr später in der Nacht vom 19. auf den 20. September 1859. 1869 wurden Bäuerles Überreste exhumiert und von Basel in die Familiengruft nach Schloss Erlaa transferiert.
Im Jahr 1885 wurde in Wien-Brigittenau (20. Bezirk) die Bäuerlegasse nach ihm benannt.

## Werke
- Kinder und Narren reden die Wahrheit, 1806
- Die Bürger in Wien, 1813
- Staberls Reiseabenteuer in Frankfurt und München, (München, 1816)
- Tankred, 1817
- Eipeldauer-Briefe, 1819–1821
- Doctor Fausts Mantel, Wien 1820 (Nachdruck: München 1990)
- Der Fiaker als Marquis. Komische Oper in drey Acten, 1821 (Digitalisat in der Google-Buchsuche)
- Die Gespensterfamilie. Schwank in einem Act, 1821 (Digitalisat in der Google-Buchsuche)
- Der verwunschene Prinz. Local Parodie mit Zauberey und Gesang in zwey Acten, 1821 (Digitalisat in der Google-Buchsuche)
- Aline oder Wien in einem anderen Weltteil, 1822
- Lindane, oder: Die Fee und der Haarbeutelschneider. Feenoper in drey Acten, Musik von Friedrich August Kanne (1824)[5]
- Die Dame mit dem Todtenkopfe, Roman, 1855 (Nachdruck: München 1990)
- Zahlheim. Ein Wiener Criminal-Roman, 1856
- Das eingemauerte Mädchen, Wien 1857 (Nachdruck: München 1990)
- Memoiren. Erster Band. Lechner in Kommission, Wien 1858 (Digitalisat; mehr nicht erschienen)